# Gymnopogon
Gymnopogon es un género de plantas herbáceas perteneciente a la familia de las poáceas. Es originario de América.

## Descripción
Son plantas perennes o anuales, cespitosas o rizomatosas. Con tallos simples o esparcidamente ramificados. Hojas principalmente caulinares, conspicuamente dísticas; la lígula una membrana ciliolada; láminas linear-lanceoladas, aplanadas, sin nervadura media, generalmente rígidamente patentes, la base subcordata o truncada con un seudopecíolo corto. Inflorescencia una panícula de varios racimos espiciformes, delgados, erectos o patentes; raquis triquetro, las espiguillas subsésiles, unilaterales, alternando en 2 hileras sobre 2 lados del raquis y paralelas a este. Espiguillas comprimidas lateralmente, con 1 flósculo bisexual y 1(2) flósculos estériles, el último flósculo reducido a un cuerpo delgado en forma de arista; desarticulación arriba de las glumas; glumas más largas que el flósculo, angostas, acuminadas, 1-nervias, carinadas; lema 3-nervia, diminutamente 2-fida, generalmente aristada abajo de la punta; pálea tan larga como la lema, 2-carinada; raquilla generalmente con un rudimento terminal delgado; lodículas 2; estambres 3; estigmas 2. Fruto una cariopsis; embrión 1/4-1/3 la longitud de la cariopsis; hilo punteado.

## Taxonomía
El género fue descrito por P.Beauv. y publicado en Essai d'une Nouvelle Agrostographie 41, 164. 1812. La especie tipo es: Gymnopogon ambiguus (Michx.) Britton, Stern & Poggenb. 
Etimología
El nombre del género deriva de las palabras griegas gumnos = (desnudo) y pogon = (barba), aludiendo a una extensión de raquilla desnudo.
Citología
Número básico del cromosoma, x = 10.

## Especies aceptadas
A continuación se brinda un listado de las especies del género Gymnopogon aceptadas hasta mayo de 2015, ordenadas alfabéticamente. Para cada una se indica el nombre binomial seguido del autor, abreviado según las convenciones y usos.	
1. Gymnopogon ambiguus (Michx.) Britton, Stern & Poggenb.  - USA (NM to NJ); La Española
2. Gymnopogon aristiglumis Hitchc. - El Salvador
3. Gymnopogon brevifolius Trin. - (de TX hasta NJ)
4. Gymnopogon burchellii (Munro ex Döll) Ekman - Bolivia, Brasil, Argentina, Paraguay, Uruguay
5. Gymnopogon chapmanianus Hitchc. - Georgia, Florida
6. Gymnopogon delicatulus (C.B.Clarke) Bor - Laos, Birmania, Tailandia, Vietnam[3]
7. Gymnopogon doellii Boechat & Valls - Brasil
8. Gymnopogon fastigiatus Nees - Costa Rica, Panamá, Colombia, Venezuela, Brasil, Bolivia
9. Gymnopogon foliosus (Willd.) Nees - La Española, Puerto Rico, Colombia, Venezuela, Guayanas, Perú, Brasil
10. Gymnopogon glaber Caro - Argentina
11. Gymnopogon grandiflorus Roseng., B.R.Arrill. & Izag. - Brasil, Argentina, Uruguay, Perú
12. Gymnopogon legrandii Roseng., B.R.Arrill. & Izag. - Brasil, Argentina, Uruguay
13. Gymnopogon spicatus (Spreng.) Kuntze - de Veracruz a Uruguay incluyendo la isla Trinidad
14. Gymnopogon toldensis Sulekic & Rúgolo - Argentina